# 1944年教育法令
《1944年教育法令》（英語：Education Act 1944），此法令改革了英格兰和威尔士中学的教育系统。法令常以保守党政治家拉布·巴特勒命名，他为中学教育引入了三分系统），并变中学教育为免费。法令在1996年11月1日由《1996年教育法令》废除。

## 内容
三分系统将中学分为三类：文法学校、工業中學与现代中学。它允许了综合学校的创办，这种学校是前三种学校的结合，但是这种学校最初只创办了几所。它也引入了一个新的系统，直接补助文法学校，在这个系统下，一些学校接受教育部的直接补助（不同于普通学校接受地方教育局补助），作为交换，他们需要预留一些免费学位。

### 牛奶
法令规定向英国所有18岁以下学童免费提供三分之一品脱牛奶，后来，哈羅德·威爾遜的工党政府不再向中学生提供免费牛奶。这个政策在1971年被撒切尔夫人（后任教育大臣）延伸，她不再向七岁以上学童提供免费牛奶。

## 影响
法令的其中一个重大结果是教育、动员了妇女与工人阶级。它使得中学向妇女开放，接受专上教育的工人阶级比率大大增加。受过教育的工人阶级发现他们在社会中处于不利地位，使得工人阶级与中产阶级间出现更严重的階級分化。約翰·奧斯本在20世纪50年代末期的戲劇作品提及了如此的分化。
负责教育的部门由教育委员会（Board of Education）更名为教育部（Ministry of Education），并给予它更大的权力与更多的预算，结束了国立学校需要交学费的时期。在将离校年龄提升至15岁后，它赋予了政府提升离校年龄至16岁的权力，“首相才刚刚因为它（将离校年龄提升至15岁）是切实可行的而感到满意”，虽然这个措施在1973年前仍未落实。法令也提供了社区学院（Community College），向儿童与成人提供教育，但措施只有少数地方教育局跟进，如剑桥郡乡村学院。法案強制国家资助的学校每日进行祈禱。此条款被《1988教育改革法令》修订，法令指出祈祷大致上应在基督徒间进行，而不适用于特定学校或儿童。修订也指出，祈祷可以在课室进行，而不是在集会中进行。
为了决定学童应该升读哪所学校，他们设立了一种被称为11岁附加考试的考试。升学学童需要参加这个考试，分别到最适合他们“能力与兴趣”的学校，但是实际上，一些文法学校因为倾向于学术成绩所以仍未改革，而工业学校、综合学校只创办了几所。结果，不管是否合适，大部分学童升读现代中学，意味着大部分教育资助流入现代中学。

### 书籍
- Brown, J.W.H. (n.d.), The Education bill, London: Watts & Co.
- Dunford, John, Paul Sharp, The Education System in England and Wales, London: Longman, 1990.
- Goldin, Claudia, "The Human Capital Century and American Leadership: Virtues of the Past",The Journal of Economic History, 2001, Vol. 61, No. 2.

### 注脚
1. ↑  意即「喬治六世在位第七及第八年間第31章法令」
2. ↑  . Office of Public Sector Information. 2011-10-26  [2011-11-26]. （原始内容存档于2009-12-07） （英语）.
3. ↑  Education Act 1944, Section 35.